# Брынза
Бры́нза (рум. brânză) — рассольный сыр, изготавливаемый из козьего или овечьего молока.

## История
Слово «брынза» впервые засвидетельствовано в Дубровнике в 1370 году в форме brenc̨e «валашский сыр». К 1470 году относится первое упоминание брынзы в словацких комитатах Венгрии, к 1527 году — в соседнем польском Подгалье. В Словакии брынза служит основным ингредиентом для брынзовых галушек, что считается национальной особенностью (галушки — маленькие ньокки — смешиваются с брынзой и увенчиваются жареной отбивной из жирного бекона). Поэтому брынза считается типичным словацким продуктом. Считается, что современный вариант мягкой разбрасываемой брынзы был разработан предпринимателями из Старой Туры (Западная Словакия) в конце XVIII века, которые основали производство брынзы в горных районах центральной и северной Словакии, где производство овечьего сыра имело глубокие корни в местной традиции производства сыра, и торговали с ней, популяризируя брынзу во всём мире, в окружении австрийской монархии Габсбургов. В Австрии его называли Липтауэр, в честь северной части Словацкой области Липтов. Венское фирменное блюдо Liptauer, сдобренное на основе пикантного сыра, заменило брынзу на обычный коровий молочный творог, так как оригинальная словацкая брынза исчезла с австрийского рынка после распада Австро-Венгерской монархии.

## Свойства
Брынза — сыр, обычно белого цвета. Вкус и запах брынзы кисломолочные, в меру солёные. Консистенция — умеренно плотная, чаще твёрдая, слегка ломкая, но не крошливая. Цвет — от белого до слабо-жёлтого, однородный по всей массе. Рисунок отсутствует, допускается наличие небольшого количества глазков и пустот неправильной формы. Брынза корки не имеет, поверхность чистая, ровная, со следами серпянки (редкой сетки из льна или синтетики для отделения сыворотки-рассола), допускается небольшая деформация брусков и незначительные трещины. Часто используется в овощных салатах.

## Производство
Брынзу вырабатывают из пастеризованного коровьего, буйволиного, овечьего и козьего молока или их смеси. Изготовление брынзы из непастеризованного молока допускается в порядке исключения на отгонных пастбищах на небольших заводах при обязательной выдержке (созревании) её не менее 60 дней на предприятиях промышленности. Кислотность используемого коровьего молока 18—20 °Т, коровьего в смеси с овечьим, козьим, буйволиным 22—26 °Т.
В пастеризованное молоко вносят хлористый кальций и бактериальную закваску, состоящую из штаммов молочнокислых и ароматообразующих стрептококков (0,7—1,5 %), в сырое молоко закваску вносят в количестве 0,2—0,4 %.
Сычужную закваску (пепсин) вносят с расчётом свёртывания молока при температуре 28—33 °C в течение 40—70 минут. В домашних условиях вместо пепсина используется перетёртый желудок ягнёнка. Готовый сгусток должен быть прочным, хорошо выделять сыворотку. Сгусток режут на кубики с размером 15—20 мм и оставляют в покое 10—15 минут, затем в целях уплотнения и обезвоживания осторожно вымешивают его в течение 20—30 минут. Вымешивание ведут с 2—3 остановками на 2—3 минуты. Второе нагревание сырной массы при выработке брынзы не применяют. При понижении температуры смеси молока в процессе свёртывания проводят второе нагревание сырной массы до температуры 32—33 °C. После достаточного уплотнения сырную массу перемещают на формовочный стол, покрытый серпянкой в два слоя, для самопрессования и последующей подпрессовки при давлении 5—10 кПа. Продолжительность самопрессования и прессования монолита брынзы 2—2,5 ч. Конец прессования устанавливают по прекращению выделения сыворотки. Отпрессованный пласт режут на квадратные куски размером 15 см.
Солят брынзу в 20—22 % рассоле температурой 8—12 °C в течение 5 суток. На отдельных заводах брынзу после 1—2-суточной посолки в рассоле помещают в бочки, в которых она досаливается.
Брынзу из коровьего пастеризованного молока на средних и крупных предприятиях вырабатывают по следующей технологии. По готовности сырной массы к формованию удаляют из сырной ванны 65—70 % сыворотки от объёма молока и проводят посолку сырной массы в зерне из расчёта 300 г соли на 100 л молока. Посоленную массу выдерживают 25—30 минут, затем она самотёком направляется на отделитель в виде перфорированного лотка для отделения сыворотки.
Сырным зерном наполняют установленные на рольганге групповые сырные формы высотой 22—25 см, выложенные влажной серпянкой. В форму вставляют металлическую решётку высотой 15 см, делящую её на 16 ячеек размером 15×15 см.
После уплотнения сырную массу накрывают серпянкой и крышкой, входящей внутрь формы, и последнюю с помощью специального приспособления переворачивают. Самопрессование сырной массы продолжается 4—5 ч при температуре помещения 15—16 °C. В этот период формы с сырами 2—3 раза переворачивают. Если масса слабо уплотняется, её подпрессовывают при давлении 5—10 кПа в течение 1—1,5 ч.
При использовании аппаратов по выработке сырного зерна сырную массу формуют в них. Сдвигают сырную массу в пласт толщиной 13—15 см, накрывают его серпянкой и накладывают прессовальные пластины и подпрессовывают в течение 1—1,5 ч. Отпрессованный пласт режут на квадратные куски размером 15 см и после 2—3 переворачиваний, используя серпянку для дренажа, оставляют на 3—4 ч для самопрессования и нарастания кислотности. К концу самопрессования активная кислотность сформованной брынзы составляет рН 5,3—5,4.
Солят брынзу в 18—20-процентном рассоле с температурой 10—12 °C. Через 5—7 суток брынзу перемещают в кислосывороточный рассол (60—70 °Т) с температурой 8—12 °C, концентрацией 18 %, где её выдерживают 13—15 суток до упаковки в бочки.

## Хранение и транспортировка
Посоленную брынзу упаковывают в деревянные бочки, укладывая её плотно целыми кусками, образующиеся пустоты по окружности бочки заполняют половинками. Бруски укладывают ровными рядами до полного заполнения бочки (5—7 рядов).
После заполнения бочки брынзой через отверстие в днище заливают её 18-процентным рассолом и оставляют на созревание при температуре 8—10 °C. Созревшую брынзу хранят при 6—8 °C.
Сыры реализуют упакованными в бочки вместимостью 50 или 100 кг, залитыми 18—20-процентным раствором поваренной соли. На верхнем днище бочки несмывающейся краской с помощью трафарета наносят маркировку: наименование предприятия-изготовителя и его подчинённость, наименование сыра, дата выработки; процентное содержание жиров в сухом веществе; порядковый номер места, выпускаемого заводом с начала года, и номер партии; масса нетто, тары, брутто и количество сыров; обозначение стандарта; прейскурантный номер тары. Транспортируют сыры по железной дороге в изотермических вагонах при температуре 2—8 °C. При перевозках автотранспортом используют автомобили с закрытым кузовом или авторефрижераторы.

## Брынза в разных странах
Брынза — важный компонент болгарской, румынской, молдавской, белорусской, украинской, балканской и кавказской кухни, используемый народами региона с древнейших времён (её название из гетского языка). Является ингредиентом некоторых овощных блюд, используется для начинки пирогов и вареников, подается к мясным блюдам, супам, чаю, часто выступает в роли закуски. Наиболее характерный гарнир к блюдам, включающим брынзу, — жареный лук, чеснок, баклажаны, пшеничный хлеб, картофель. Самое популярное блюдо в Карпатах — мамалыга, заправленная жареным луком со шкварками и тёртой брынзой. Каждую осень в Рахове проводится Фестиваль брынзы. В Польше подгалянская брынза (пол. Bryndza Podhalańska) из региона Подгалье, которую делают из овечьего молока, защищена законодательством как региональный продукт.
Для приготовления 1 кг брынзы необходимо около 5 литров овечьего молока, или около 15 — коровьего.
Брынза — важнейшая составляющая кухни Северного Кавказа России.